# 비밀요원 (영화)
《비밀요원》(영어: The Secret Agent)은 미국에서 제작된 크리스토퍼 햄프턴 감독의 1996년 스릴러 드라마 영화이다. 밥 호스킨스 등이 출연하였고, 노마 헤이먼 등이 제작에 참여하였다.

## 출연진
- 밥 호스킨스
- 퍼트리샤 아켓
- 제라르 드파르디외
- 크리스천 베일
- 짐 브로드벤트
- 에디 이자드
- 엘리자베스 스프리그스
- 로빈 윌리엄스

## 기타 제작진
- 공동 제작: 조이스 헐리히
- 배역: 제이니 포서길
- 미술: 캐럴라인 에이미스
- 의상: 아누시아 니에라지크